# 彰化濱海產業園區
24°04′39″N 120°24′53″E / 24.077450°N 120.414801°E
彰化濱海產業園區，簡稱彰濱產業園區，位於彰化縣西北隅，是由填海造地而成的海埔新生地開發出的一座離島型工業區，兼具工業生產、研究發展、休憩觀光等多功能。其開發則分為線西區1,046公頃、崙尾區1,343公頃、鹿港區1,189公頃，其中崙尾區的填海工程僅完成744公頃的面積開發，三區合計的總面積3,643公頃。其南北則跨足三鄉鎮，範圍涵蓋了鹿港、線西、伸港等，構成了東倚彰化縣本土陸地，西臨臺灣海峽，為彰化縣開發面積最大的工業區。
彰濱產業園區至2013年8月止已公告租售土地面積123公頃，其中已出售1,172公頃。進駐廠商（營運）397家、建廠中67家，包括食品、玻璃、紡織、塑膠、化學、金屬、電力、鋼鐵、機械、五金、木器、瓦斯、資源回收等產業。另有秀傳醫院、運輸倉儲業、車測中心等支援服務產業。

## 歷史

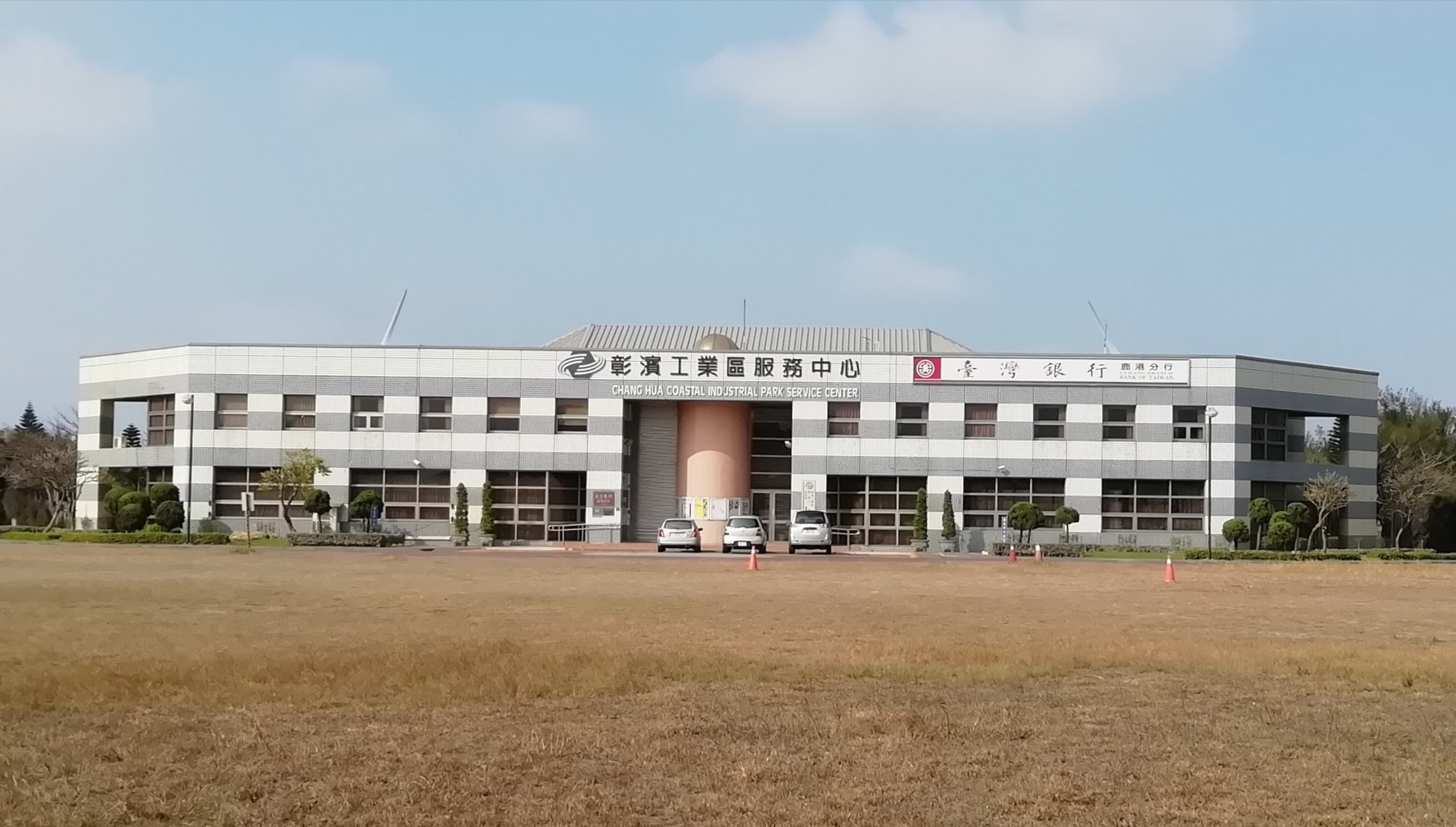
彰濱-鹿港區服務中心

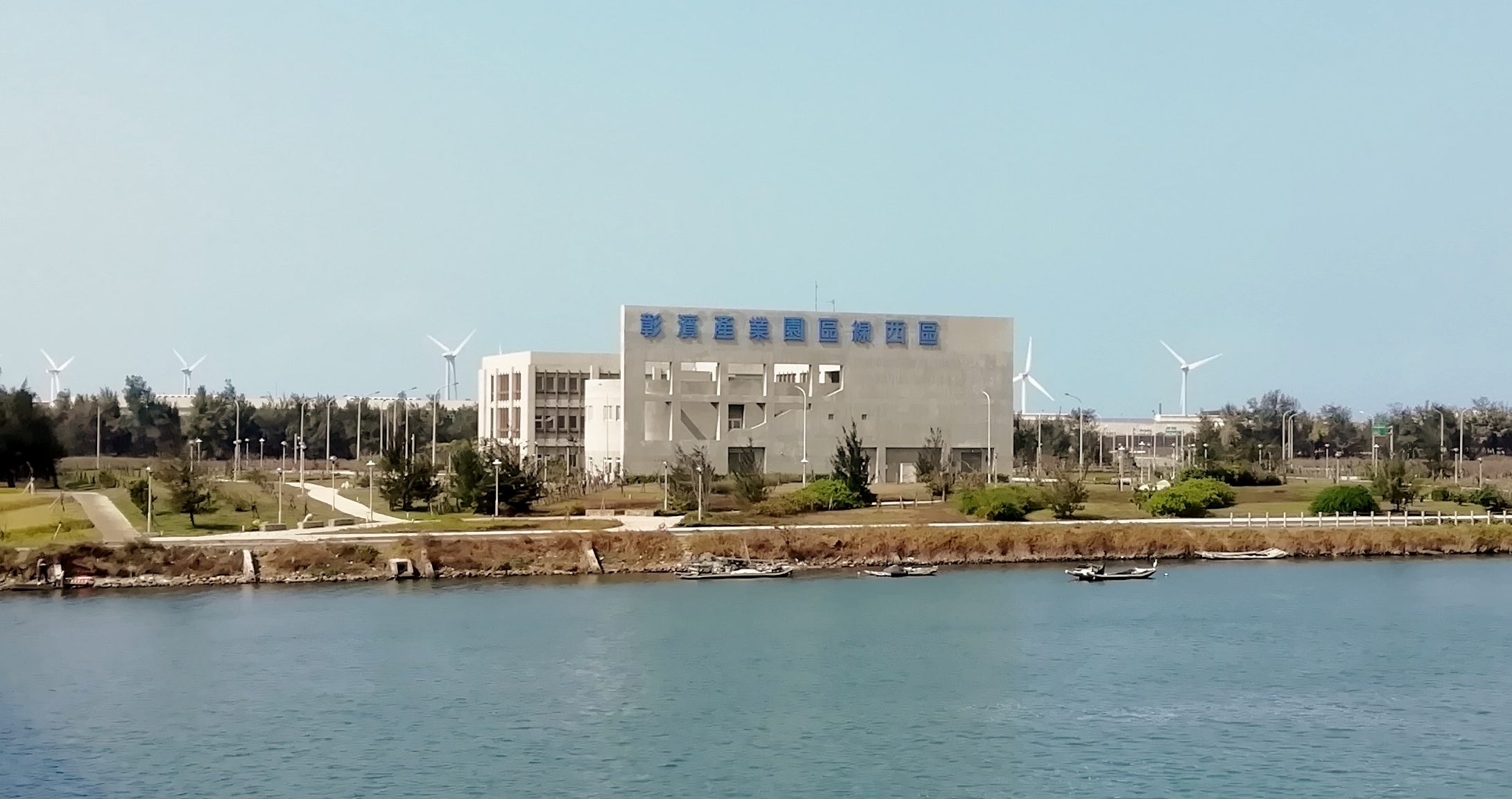
彰濱-線西區服務中心

經濟部工業局為因應產業發展需要，於1976年選定彰化縣伸港、線西、鹿港等鄉鎮海埔新生地作為基礎工業區用地，經行政院核准後，於1979年開始施工開發。不料隨後爆發第二次石油危機導致全球經濟不景氣，工業用地需求降低，遂於1981年減緩開發進度。1988年重新研定開發計畫，預定分期分區開發為高品質綜合工業區，以提升國內工業水準，並兼具工業生產、研究發展，居住與休閒等多功之工業新市鎮，將成為未來工業區典範。1990年通過環境說明後復工，隨後分別委託榮民工程事業管理處及中華工程進行開發作業，並委託中興工程顧問社負責規劃設計及工程監造。1991年1月，彰濱工業區經行政院納入國家建設六年計畫項目之一。1992年9月通過行政院環境保護署的環境評估審查，各項工作全面展開。1993年10月，成立彰濱工業區管理中心。1995年12月，第一家公司（延穎公司）生產開工典禮，工業局局長尹啟銘及彰化縣縣長阮剛猛到場蒞臨剪綵。
1996年10月，彰濱工業區鹿港區服務大樓落成啟用典禮，工業局局長尹啟銘蒞臨剪綵。1999年7月，彰濱工業區管理中心更名為「經濟部工業局彰濱工業區服務中心」。2000年9月，成立彰濱工業區服務中心線西區辦公室。2001年5月，彰化縣鹿港彰濱工業區廠商協進會成立。2002年12月，彰濱服務中心通過ISO 9000認證；2003年彰濱鹿港區污水廠通過ISO 14001認證。2013年12月，Google設在彰濱工業區線西區的臺灣資料中心開始啟用，Google全球資料中心副總裁看好臺灣發展潛力，以及亞洲網路使用快速成長，因而將投資建造資料中心的金額由3億美元加倍至6億美元。2015年12月，彰濱工業區服務中心線西區服務大樓啟用。2021年7月，經濟部於彰濱工業區規劃之焚化爐案進行第一次環評初審，2022年9月進行土地鑑界點交。2023年9月26日，依法源將經濟部加工出口區管理處改制為經濟部產業園區管理局，所轄的彰濱工業區改隸屬經濟部產業園區管理局臺中分局並同時更名為「彰濱產業園區」。

### 組織架構
本中心設有主任、副主任，其下設有行政組、服務組（鹿港區、線西崙尾區）、環保組（鹿港區、線西崙尾區）。

## 園區介紹

### 線西區

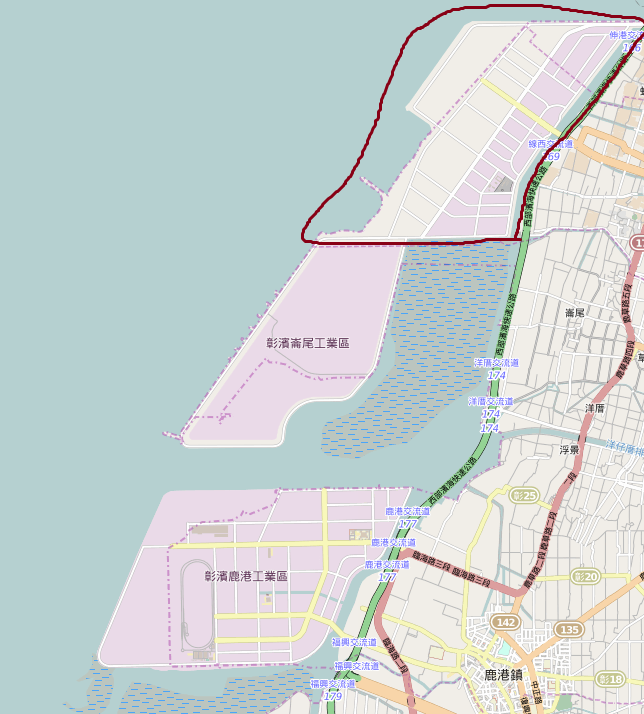
線西區

彰濱產業園區線西區，又名為「彰濱線西產業園區」，是位於彰化縣沿海的填海新生地，以南與崙尾區鄰接。
該區目前最知名的廠商為台灣資料中心。

### 崙尾區

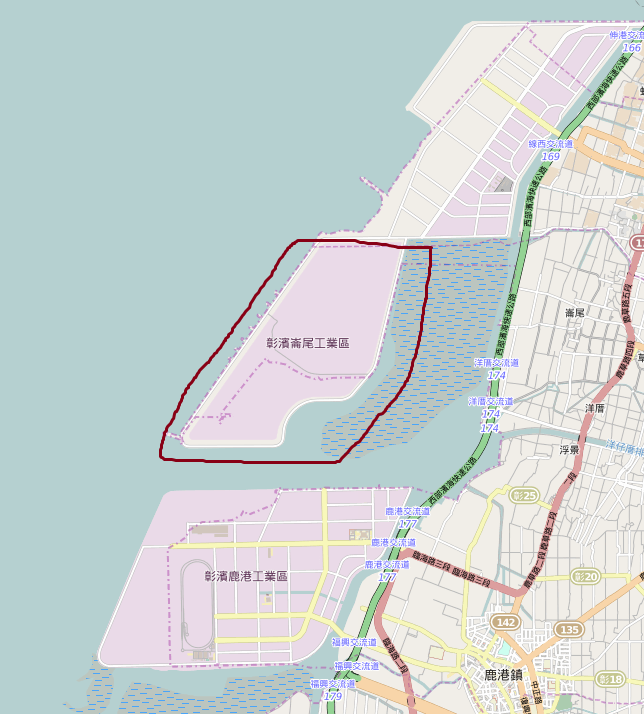
崙尾區

彰濱產業園區崙尾區，又名為「彰濱崙尾產業園區」,是位於彰化縣沿海的填海新生地，以東透過線西水道與本島鹿港鎮山崙里相接，以南隔著線西水道與鹿港區鄰接，以北與線西區有陸地上連接，以西為臺灣海峽，崙尾區位於彰濱三區之中間，已填海造陸7.44平方公里，計畫面積為1,343公頃（13.43平方公里）。崙尾區透過慶安南一路及線工南四路與線西區陸路連接。
崙尾區目前主要以能源相關產業廠商進駐，區內有肉粽角灘地。台電與中華電信於區內興建的「彰濱太陽光電場」為全臺面積第四大的太陽能發電廠。「台塑尖端能源」建置的電池芯與模組廠。

### 鹿港區

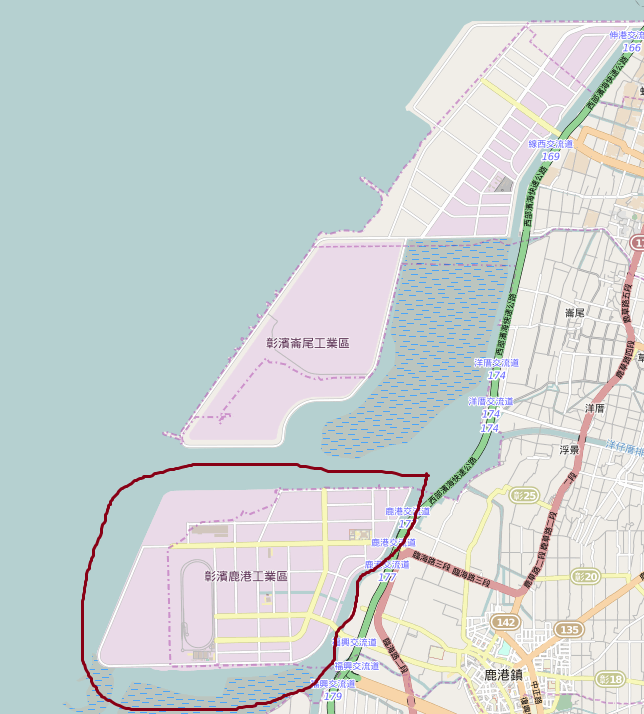
鹿港區

彰濱產業園區鹿港區，又名為「彰濱鹿港產業園區」，是位於彰化縣沿海的填海新生地，以東透過吉安水道與本島鹿港鎮相接，以北隔著線西水道與崙尾區鄰接，是彰濱三區中最南端的一區，為面積最大的分區，占地11.89平方公里。管理全彰濱的經濟部工業局彰濱工業區服務中心設於本區鹿工路出入口處，其出入口處並設有題字牌樓。在其西北角留有50公頃之土地做為漁港預定地，其中包含一原不與台灣海峽相通的封閉內海。在2020年2月26日的破堤通水工程中，該內海正式與外海打通，其北側將做為彰化漁港用地、南側則設置為離岸風場維護基地。
本區以鹿工路與鹿安橋與本島聯絡，其中第二座聯絡橋鹿安橋於2015年3月18日啟用，連接工業東一路並經拓寬後的鄉道彰30號通往鹿港市區。
鹿港區擁有彰濱秀傳紀念醫院、緞帶王觀光工廠、台灣玻璃工業股份有限公司鹿港廠、白蘭氏健康博物館、財團法人車輛研究測試中心等設施。

## 交通路線
公路
- 台61線（西濱快速公路）[3]：台中市 - 彰化縣 - 雲林縣
  - 伸港交流道：彰濱線西區北出口（濱海路-慶安北路） - 伸港鄉
  - 線西交流道：彰濱線西區出口（線工路） - 線西鄉
  - 洋厝交流道：彰濱鹿港區出口（濱海路）- 鹿港鎮
  - 鹿港交流道：彰濱鹿港區出口（鹿工路） - 台17線 - 鹿港鎮
  - 福興交流道：彰濱鹿港區南出口（媽祖路） - 福興鄉 、 鹿港鎮
- 台17線（濱海公路）[3]：台中市 - 彰化縣 - 雲林縣
  - 彰濱鹿港區出口（鹿工路） - 鹿港（台17線）
  - 彰濱鹿港區南出口（工業東一路、鹿安橋） - 鹿港鎮（彰30）、台17線 - 福興鄉
    - 鹿安橋已於2015年3月18日通車，為進出鹿港區的第二條陸上通道[21]。
- 台61乙線（美港公路）[3]：彰濱產業園區 - 伸港鄉 - 和美交流道
  - 彰濱線西區北出口（慶安北路）- 伸港鄉 - 和美鎮（台61乙線）

高鐵
- 距離台中高鐵站約30分鐘車程[3]。

海港
- 距離台中港約20分鐘車程[3]。

機場
- 距離台中國際機場約40分鐘車程[3]。

## 相關活動
- 2000年6月4日：「鹿港鎮端午節龍舟競賽」因福鹿溪整治與停車考量，改到於彰濱工業區鹿港區吉安水道舉行；至此起每年皆於吉安水道舉行龍舟比賽及端午節相關活動；2015年龍舟賽重新回歸福鹿溪舉辦[22]。
- 2002年6月15日、16日：「2002鹿港慶端陽-龍帆雙輪飛藍色運動季」系列活動[23]。
- 2003年1月3日：第一屆盃全國鐵人二項賽[5]。
- 2003年1月4日、5日：彰化縣體育會於彰濱工業區漁港用地舉辦「2003年台灣盃國際風浪版邀請賽」[5]。
- 2004年6月26、27日：中華民國越野吉普車運動協會在彰濱工業區崙尾區舉辦「2004年拉力賽」[24]。
- 2007年11月3日：於彰濱工業區鹿港漁港預定地舉辦「2007全國鐵人二項挑戰賽暨彰化縣體育總會96年理事長盃鐵人二項錦標賽」[25]。
- 2018年6月23日：彰濱工業區線西區舉辦「2018線西鄉獨木舟嘉年華」活動[26]。
- 2019年9月22日：彰濱工業區鹿港、線西區舉辦「2019彰化全海岸減塑聯合淨灘」活動[27]。
- 2020年8月9日：彰濱工業區線西區慶安水道河濱公園舉辦「2020線西鄉獨木舟嘉年華」活動[28]。
- 2024年3月12日：線西區服務中心舉辦「大手牽小手植樹護地球」活動[29]。

## 外部連結
- 维基共享资源上的相關多媒體資源：彰化濱海產業園區
- 經濟部彰濱產業園區服務中心 （繁體中文）（页面存档备份，存于）